# Nicholas Thorøe-Hansen
Nicholas Ringive Thorøe-Hansen (født 6. juli 2001 i Gentofte) er en cykelrytter fra Danmark, der senest kørte for BHS-PL Beton Bornholm.